# Nephelomys caracolus
Nephelomys caracolus är en gnagare i familjen hamsterartade gnagare som förekommer i norra Venezuela. Arten ingick fram till tidiga 2000-talet i släktet risråttor (Oryzomys).
Denna gnagare blir 12,0 till 16,5 cm lång (huvud och bål) och har en 14,4 till 17,6 cm lång svans. Den långa och täta pälsen på ovansidan består av hår som har gula och bruna avsnitt vad som ger ett spräckligt utseende. Undersidan är täckt av ljusgrå till vitaktig päls. Smala helt vita fläckar kan förekomma på strupen. Tydliga skillnader mot andra släktmedlemmar består i avvikande detaljer av kraniets konstruktion.
Utbredningsområdet ligger i bergstrakten Cordillera de la Costa i norra Venezuela och i angränsande områden. De flesta exemplar hittades vid bergskedjans norra sida. På södra sidan ligger utbredningsområdet mellan 1050 och 2300 meter över havet. Habitatet utgörs av molnskogar samt av andra fuktiga skogar. Utöver träd förekommer flera klätterväxter, ormbunkar, mossa och epifyter.
Arten är allätare.
Stora delar av utbredningsområdet ingår i en nationalpark. IUCN listar Nephelomys caracolus som livskraftig (LC).